# 石色裸胸鱔
石色裸胸鱔，又稱石色裸胸鯙，為輻鰭魚綱鰻鱺目鯙亞目鯙科裸胸鳝属的其中一種，分布於西大西洋區，從美國新澤西州至墨西哥灣海域，棲息深度10-19公尺，體長可達60公分，為底棲性魚類，生活在海草床，屬肉食性，生活習性不明。

## 擴展閱讀
維基物種上的相關：石色裸胸鱔